# 다산고등학교
다산고등학교(茶山高等學校)는 대한민국 경기도 이천시 사음동에 있는 사립 고등학교이다.

## 학교 연혁
- 1993년 9월 28일 : 학교법인 다산학원 설립인가
- 1994년 2월 15일 : 이천여자정보고등학교 인가(전자계산기과 2, 정보통신과 2, 디자인과 2 총 6학급)
- 1994년 4월 13일 : 신축공사 기공식 거행
- 1994년 12월 15일 : 교사동 및 기숙사동 완공
- 1995년 3월 1일 : 초대 정애순 교장 부임
- 1995년 3월 2일 : 제1회 신입생 324명 입학
- 1998년 2월 10일 : 제1회 졸업식(졸업생수 314명)
- 2000년 8월 10일 : 교명변경 이천여자고등학교 전산과 2, 디자인과 2, 인문과 4 총 8학급 개편승인
- 2003년 8월 7일 : 교명변경 다산고등학교(남녀공학) 인문과 4, 전산과 2 총 6학급 개편승인
- 2009년 6월 4일 : 학과개편 인문과 4, 간호보건과 2, 의료정보과 2 총 8학급 개편승인
- 2023년 1월 5일 : 제26회 졸업식(졸업생수 200명, 누계 6,521명)
- 2023년 9월 1일 : 제4대 최우성 교장 취임

## 설치 학과
- 보건간호과
- 7차일반
- 스마트 콘텐츠 학과

## 참고 자료
- 다산고등학교 - 한국교육학술정보원 학교알리미